# Сестао Спорт
«Сестао Спорт» (баск. и исп. Sestao Sport Club) — бывший баскский футбольный клуб из города Сестао, в провинции Бискайя. Клуб основан в 1916 году, прекратил своё существование в 1996 году, в результате финансовых проблем, на его месте был основан новый клуб «Сестао Ривер». Домашние матчи проводил на стадионе «Лас Льянас», вмещающем 8 000 зрителей. В Примере команда никогда не выступала, лучшим результатом является 6-е место в Сегунде в сезоне 1986/87.

## Сезоны по дивизионам
- Сегунда — 17 сезонов
- Сегунда B — 10 сезонов
- Терсера — 30 сезонов

## Достижения
- Сегунда B
  - Победитель: 1984/85
- Терсера
  - Победитель: 1953/54

## Известные игроки и воспитанники
- Эрнесто Вальверде
- Хави Гонсалес
- Франсиско Лианьо
- Хосе Луис Мендилибар
- Андони Муруа
- Хавьер Эскальса
- Эдуардо Эстибарис

## Известные тренеры
- Хавьер Ирурета